# Рогачово (аеродром)
Рогачово (також Рогачево або Бєлушья або Амдерма-2) — військова авіабаза на Новій Землі, Росія, розташована поблизу населеного пункту Рогачово, за 9 км на північний схід від Білушої Губи. Спочатку вона використовувалася як база для польотів бомбардувальників дальної авіації (так званий аеродром «підскоку»). У 1960-х роках база почала виконувати роль перехоплювача, частково для стримування операцій Lockheed SR-71 Blackbird в арктичному регіоні.
Основним бойовим підрозділом Рогачево був 641-й Гвардійський винищувальний авіаційний полк. Він використовував літак Як-28P, потім у 1985 році отримав Су-27. Не виключено, що в 1993 році підрозділ міг розосередитися в Африканді. Протягом 1970-х років літаки Ту-128 часто перебазовувалися в Рогачево з південних районів. Приблизно в 1990-х роках сюди час від часу перекидали літаки МіГ-31. Рогачево було значною мірою прив'язане до свого тилового аеродрому Нарьян-Мар. У 2017 році Росія завершила нове будівництво на авіабазі, спрямоване на оновлення технологій і розширення соціальної інфраструктури.

## Історія
Найменування «Амдерма-2» було присвоєно аеродрому ще в радянські часи з метою дотримання режиму секретності (насправді відстань між Рогачевим і селом Амдерма становить близько 400 км).
З 1972 року на аеродромі базувався 641-й гвардійський винищувальний авіаційний полк. З 1964 по 1988 рік на озброєнні полку знаходилися винищувачі-перехоплювачі Як-28П, з 1987 року почалося переозброєння на нові винищувачі Су-27. У 1993 році полк був передислокований на аеродром Африканда, де був об'єднаний з 431-м апп. На їх базі 1 вересня 1993 року був сформований 470-й гвардійський Віленський ордена Кутузова винищувальний авіаційний полк.

## Напрямки
До 2012 року двічі на тиждень авіакомпанія «Нордавіа» виконувала пасажирський рейс Архангельськ (Талаги) — Амдерма-2 — Архангельськ (Талаги) на літаку Ан-24.
З 5 листопада 2015 року «Авіастар» виконує пасажирські та вантажні рейси за маршрутом Архангельськ (Талаги) — Амдерма-2 — Архангельськ (Талаги) на літаках Ан-24 і Ан-26.